# 239792 Hankakováčová
239792 Hankakováčová è un asteroide della fascia principale. Scoperto nel 2010, presenta un'orbita caratterizzata da un semiasse maggiore pari a 2,7378582 UA e da un'eccentricità di 0,0906690, inclinata di 1,74456° rispetto all'eclittica.
L'asteroide è dedicata alla drammaturga slovacca Hanka Kováčová.